# La Haciendita, Dolores Hidalgo
La Haciendita är en ort i Mexiko.   Den ligger i kommunen Dolores Hidalgo och delstaten Guanajuato, i den centrala delen av landet, 260 km nordväst om huvudstaden Mexico City. La Haciendita ligger 1 937 meter över havet och antalet invånare är 353.
Terrängen runt La Haciendita är platt åt sydväst, men åt nordost är den kuperad. Runt La Haciendita är det ganska tätbefolkat, med 96 invånare per kvadratkilometer. Närmaste större samhälle är Dolores Hidalgo, 11,3 km norr om La Haciendita. Trakten runt La Haciendita består i huvudsak av gräsmarker.